# Bois-Grenier
Bois-Grenier è un comune francese di 1 517 abitanti situato nel dipartimento del Nord nella regione dell'Alta Francia.

## Società

### Evoluzione demografica
Abitanti censiti